# منطقه کلان‌شهری نیواورلئان
منطقه کلان‌شهری نیواورلئان (به انگلیسی: New Orleans metropolitan area) یک منطقهٔ مسکونی در ایالات متحده آمریکا است که در لوئیزیانا واقع شده‌است. منطقه کلان‌شهری نیواورلئان ۱٬۲۵۱٬۸۴۹ نفر جمعیت دارد.